# Sylvain Sudrie
Sylvain Sudrie (Talence, 6 marzo 1982) è un triatleta francese.

## Carriera
Ha vinto nel 2010 i campionati del mondo di triathlon long distance di Immenstadt.
Nel 2009 ha vinto la medaglia d'argento ai campionati del mondo di triathlon long distance di Perth.
A livello europeo, vanta una medaglia d'argento - vinta nella categoria junior - ai campionati di Karlovy Vary del 2001.

## Titoli
- Campione del mondo di triathlon long distance - 2010
- Ironman 70.3 
  - Florida - 2010